# Mosè Bianchi

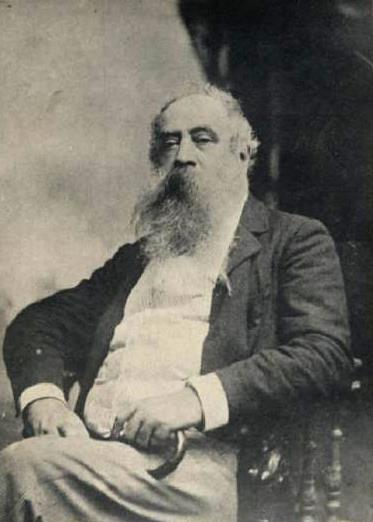
Mosè Bianchi

Mosè Bianchi (Monza, 13 oktober 1840 – aldaar, 15 maart 1904) was een Italiaans kunstschilder.

## Leven en werk

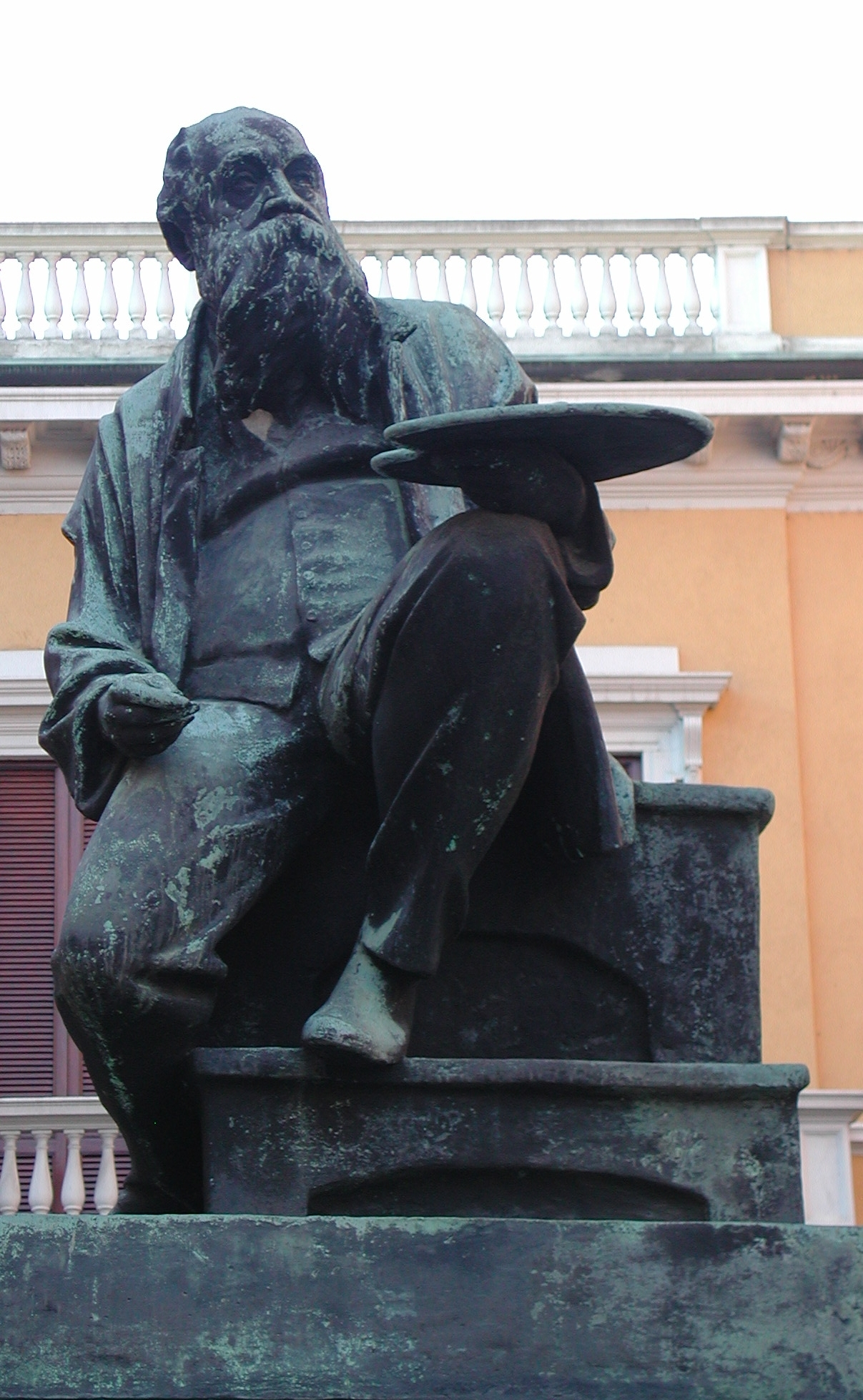
Standbeeld te Monza

Bianchi was de zoon van de tekenleraar en amateurschilder Giosuè Bianchi en zijn vriouw Luigia Meani. Hij kreeg zijn opleiding aan de Accademia di Brera te Milaan, maar onderbrak in 1859 zijn studie om deel te nemen aan de tweede Italiaanse onafhankelijkheidsoorlog. Daarna keerde hij terug naar school en hield hij zijn eerste tentoonstellingen. Hij schilderde in een naturalistische stijl en had in deze periode een voorkeur voor historische en Bijbelse taferelen.
In 1867 won Bianchi met zijn schilderij L’ombra di Samuele appare a Saul een beurs die hem in staat stelde Venetië en Parijs te bezoeken. In Parijs raakt hij sterk onder de indruk van het werk van Jean-Louis-Ernest Meissonier en Marià Fortuny. Hij nam in 1871 met succes deel aan de Brera-tentoonstelling in Milaan en in 1873 aan de 'Weense expositie'. In 1869 opende hij een studio in Milaan en schilderde vanaf die tijd voornamelijk genrewerken en portretten. Met name als portrettist maakte hij snel naam en werkte hij veel in opdracht van de Milanese bovenklasse.
In 1877 maakte Bianchi een reeks fresco’s in Villa Giovanelli te Lonigo, Vicenza. In 1884 decoreerde hij het station in Monza en in 1885 het Palazzo Turati in Milaan. In zijn latere leven zou hij vaak verblijven te Venetië en Chioggia om er te schilderen bij de lagune. Ook werkte hij een periode in Gignese, bij het Lago Maggiore, waar hij een reeks beroemd geworden nachtgezichten maakte.
Bianchi was lid van de Hollandsche Teekenmaatschappij. Hij werd in 1890 benoemd tot professor aan de Academie voor Schone Kunsten van Turijn en in 1898 werd hij directeur van de Accademia Cignaroli in Verona. In 1899 werd Bianchi ziek en keerde terug naar zijn geboortestad Monza. Daar overleed hij in 1904, op 63-jarige leeftijd.
Op het centrale Piazza San Pietro Martire te Monza is een groot standbeeld van Bianchi opgericht, gemaakt door Luigi Secchi. Zijn werk is onder andere te zien in de Accademia di Brera te Milaan en de Galleria nazionale d'arte moderna e contemporanea te Rome.

## Galerij

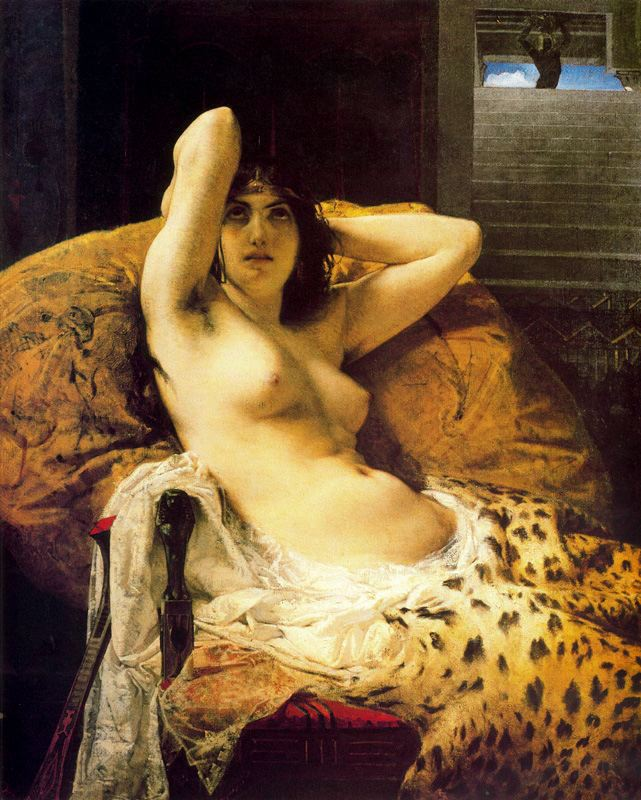
Cleopatra
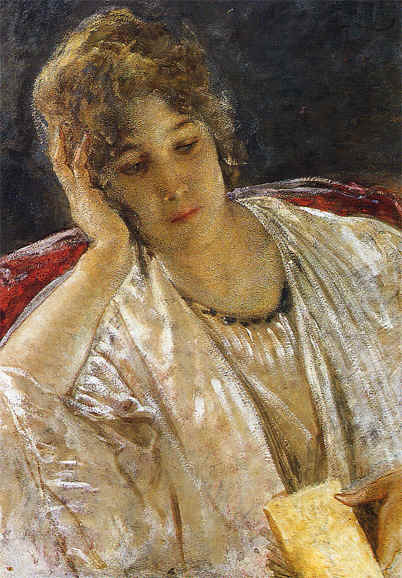
Ritratto di Signora
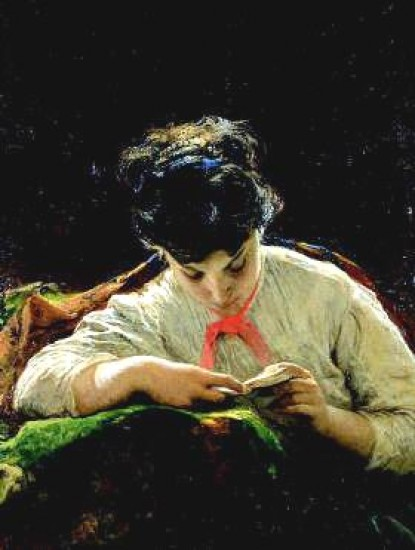
La lettrice
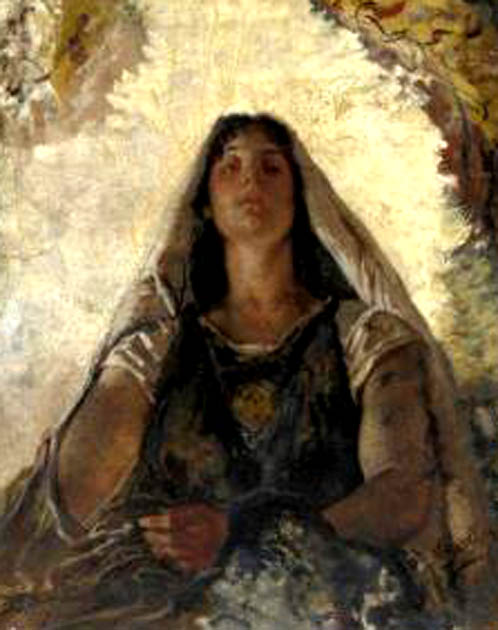
La Historia
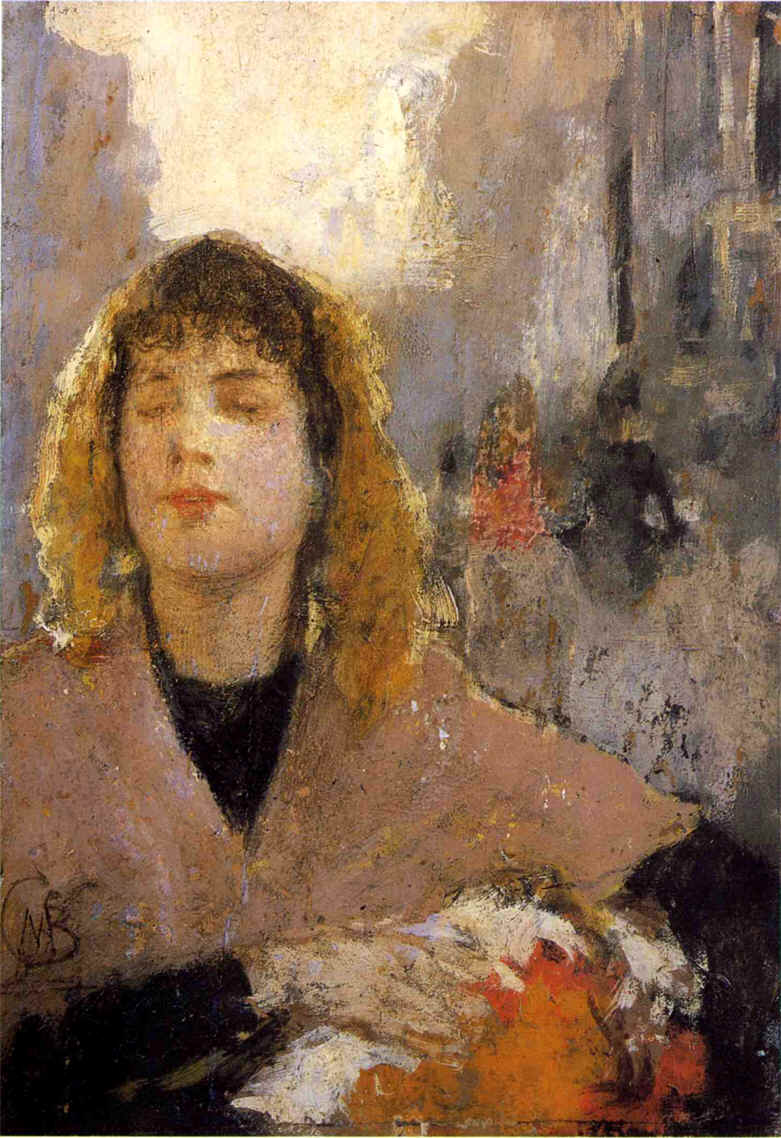
Poplana Lombarda
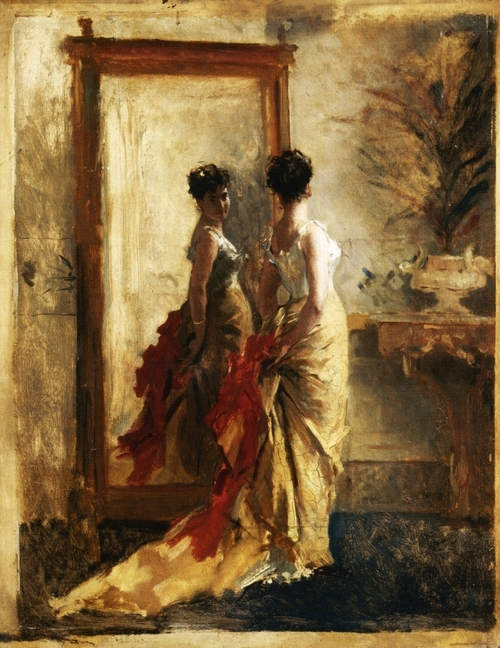
Vrouw voor de spiegel
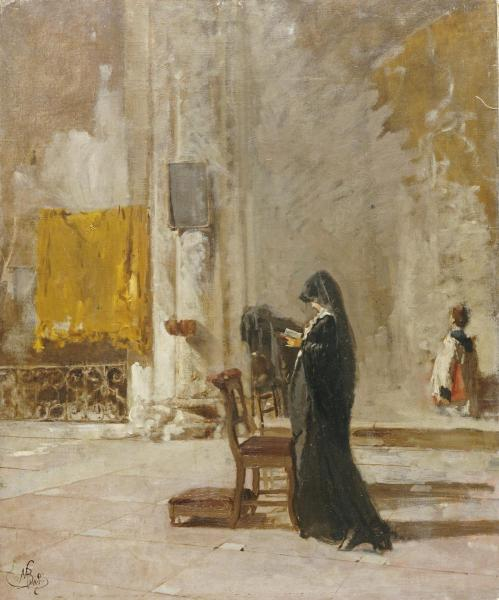
Biddende vrouw
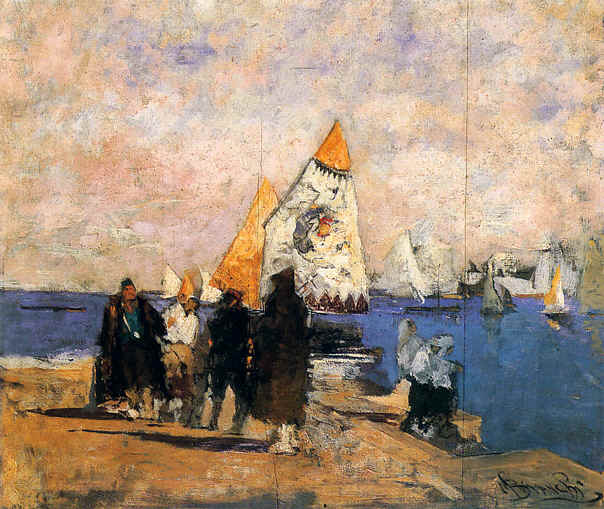
Sulla banchina, Choggia
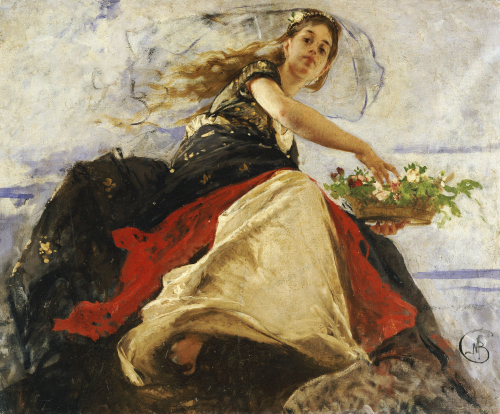
Flora
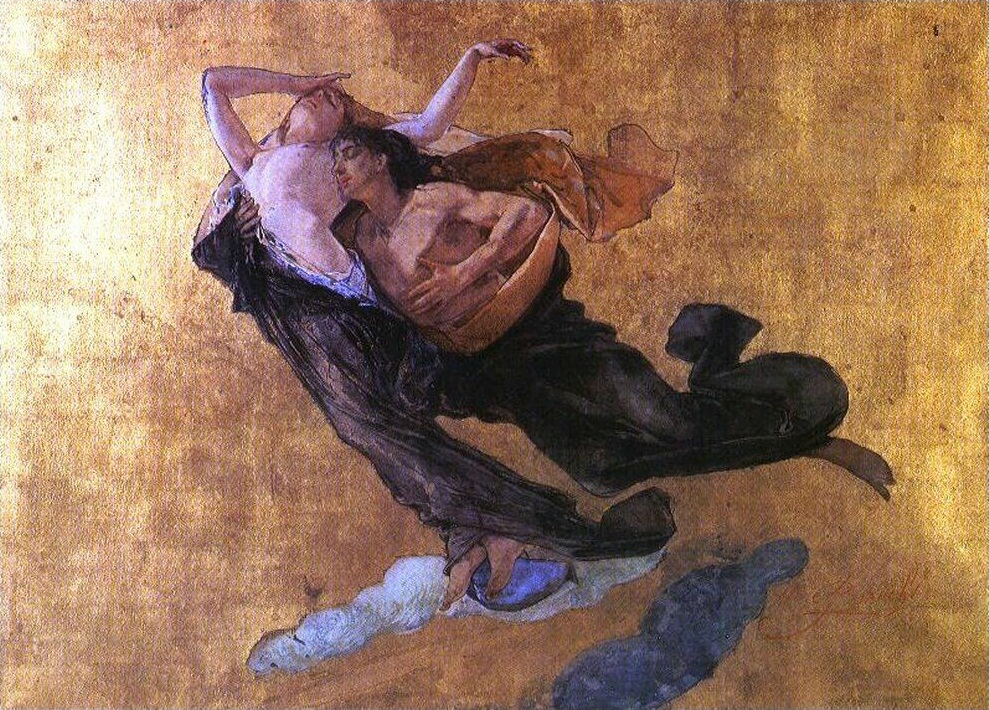
Paolo e Francesca, fresco